# Anthomyiini
Tribu
Les Anthomyiini sont une tribu d'insectes diptères brachycères de la famille des Anthomyiidae.

## Description
Cette tribu arbore des motifs blancs et noirs. Ses membres ont généralement les ailes transparentes. Ils ont des yeux à trois ocelles.
La plupart des espèces sont charognards mais certaines se nourrissent de nectar.

## Liste des genres
Selon ITIS (16 mai 2020) :
- genre Anthomyia
- genre Botanophila
- genre Chiastocheta
- genre Fucellia Robineaux-desvoidy, 1842
- genre Hylemya
- genre Hylemyza